# Myrohoshcha Persha
Myrohoshcha Persha (ucraniano: Мирого́ща Пе́рша) es un municipio rural y pueblo de Ucrania, perteneciente al raión de Dubno en la óblast de Rivne. El pueblo forma una conurbación con su pedanía Myrohoshcha Druha, lo que hace que usualmente el municipio y la localidad sean conocidos simplemente como Myrohoshcha.
En 2018, el municipio tenía una población de 6985 habitantes, de los cuales unos dos mil vivían en la capital municipal homónima y el resto repartidos en trece pedanías. El municipio se fundó en 2016 mediante la fusión de los hasta entonces consejos rurales de Myrohoshcha Persha y Kniahynyn. Además de estos dos pueblos, pertenecen al municipio otros doce: Biloberizhia, Botsianivka, Zarudia, Kostianets, Lystvyn, Lypa, Myrohoshcha Druha, Mokre, Molodizhne, Narayiv, Óstriv y Trávneve.
Se conoce la existencia del pueblo en documentos desde 1545. En el Imperio ruso fue un miasteczko perteneciente a la vólost y uyezd de Dubno, en la gobernación de Volinia, y contaba con una importante cantidad de colonos checos. En 1919 se integró en la Segunda República Polaca, donde el pueblo siguió siendo una pedanía de Dubno. En 1939 se integró en la RSS de Ucrania. Antes de la fundación del actual municipio en 2016, Myrohoshcha Persha y Druha formaban un consejo rural que incluía únicamente como pedanías a Kostianets, Lypa y Mokre.
El pueblo se ubica unos 6 km al este de Dubno, sobre la carretera T1801 que lleva a Zdolbúniv.